# Souterrains von Antogny-le-Tillac
Die Souterrains von Antogny-le-Tillac in der Touraine liegen im Département Indre-et-Loire in Frankreich.

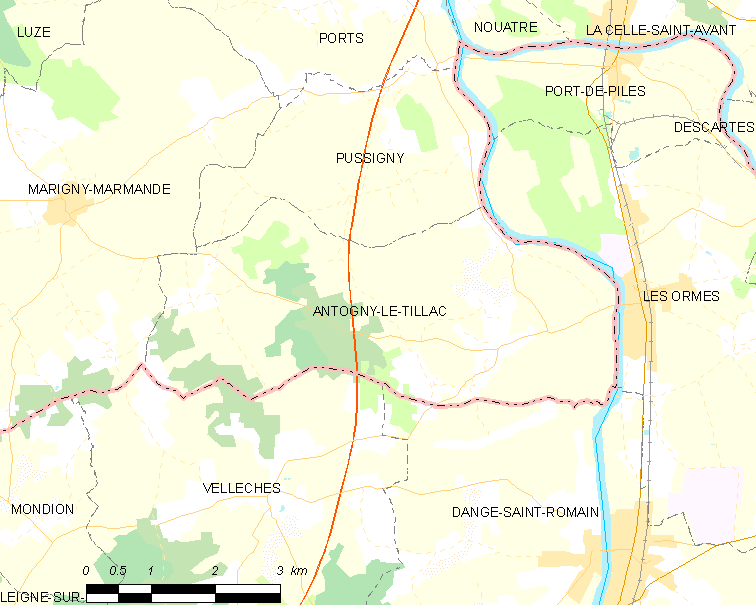
Lage

Die beiden eng benachbarten Souterrains (französisch Souterrain-refuge) wurden 1931 in den Kreidefelsen oberhalb des Ortskerns von Antogny-le-Tillac entdeckt. Sie konnten wegen Einsturzgefahr nicht erkundet werden. Sie brachen wenige Jahre später zusammen. Ihre Lage ist heute unbekannt. Eine Kluft auf der Klippe westlich der Straße am nördlichen Ausgang des Dorfes könnte eine der Untergrundstrukturen sein.
Das dritte Souterrain, „La Grande Grille“ liegt auf der Südseite der Straße, östlich einer Reihe von Steinbrüchen. Der neu geschaffene Zugang im Norden ist 1,0 m hoch. Die erste unregelmäßig geformte etwa 5,0 × 5,0 m messende Kammer, ist 1,5 m hoch und voller Erde. Ein Nord-Süd verlaufender fast vollständig verschütteter Gang, etwa 2,0 m östlich des aktuellen Zugangs sollte der eigentliche sein. Eine rechteckige Grube von 2,5 × 0,7 Metern liegt im Osten. Eine weitere liegt in der Südostecke. Der Zugang zu anderen Räumen führt im Osten über einen 3,0 m langen Gang. 
Kammer No. 2 mit einer Höhe von 1,8 m misst etwa 3,0 × 4,0 m. Eine schlanke Säule stützt die Decke. Eine rechteckige 1,1 × 0,6 große, oben geschlossene Öffnung in der Decke liegt oberhalb, einer runden Vertiefung im Boden. Ein verstürzter Gang an der Südseite liegt in Bodennähe. In der Nordwestecke öffnet sich nach Norden ein etwa 6,0 m langer geneigten Gang, der am Ende nach Osten abzweigt und in die etwa runde 
Kammer No. 3, von etwa 3,0 m Durchmesser und 1,0 m Höhe führt. Eine rechteckige Öffnung in der Decke von 1,2 × 0,65 m ist durch große Steine verschlossen. Im Zugang zu Kammer 3, beginnt eine 0,4 bis 0,5 m hohe etwa 5,5 m lange und 0,8 m breite Galerie, die nach Norden zur etwa 4,0 m langen, 3,3 m breiten und 0,5 m hohen, fast vollständig mit Schutt und Erde gefüllten Kammer No. 4 mit einer kollabierten Grube in der Nordostecke, führt. Der Untergrund ist, abgesehen von Kammer No. 4, trocken und in gutem Zustand.
Souterrains sind besonders zahlreich in der Touraine und der Dordogne, aber auch im Poitou und in der Region um Toulouse,.